# Witinia (przełęcz)
Witinia (bułg. Витиня) – przełęcz (970 m n.p.m.) w zachodniej Starej Płaninie, między Etropolską Płaniną i Murgaszem. Na północy graniczy z doliną rzeki Berbesz, a na południu – Makoceskiej rzeki. Przełęcz jest naturalną drogą przenikania zimnych prądów powietrznych z północnej do południowej Bułgarii. Przełęcz była używana jako przejście przez góry jeszcze w czasach, gdy na bułgarskich ziemiach mieszkali Trakowie i Rzymianie. Pierwsza szosa przez Witinię została poprowadzona około 1865 za czasów Midhata Paszy, waliego (zarządcy) Wilajetu dunajskiego. Droga samochodowa istnieje od 1934 r. Pod przełęczą biegnie tunel drogowy tej samej nazwy